# Tomasz Magrzyk
Tomasz Magrzyk pseud. Murzyn (ur. 21 grudnia 1877 w Miedznie w powiecie węgrowskim, zm. w 1919 w Spassku koło Władywostoki) – działacz SDKPiL, członek Zarządu Głównego (ZG) SDKPiL od 1901 i Centralnego Komitetu Wykonawczego Grup SDKPiL w Rosji w 1918, uczestnik rewolucji październikowej.
Syn Grzegorza i Michaliny z Gmiterów. Z zawodu szewc. Od 1900 członek SDKPiL, w której był kolporterem, agitatorem, propagandzistą i organizatorem komórek partyjnych i związkowych. W 1900 kierował kółkiem samokształceniowym szewców i współorganizował związek zawodowy szewców w Warszawie, a w 1901 współorganizował technikę partyjną; w swoim mieszkaniu umieścił tajną drukarnię SDKPiL. We wrześniu 1901 był delegatem na III Zjazd SDKPiL, na którym został wybrany do Zarządu Głównego (ZG) tej partii. X 1901-X 1903 więziony w X Pawilonie Cytadeli Warszawskiej, następnie do końca 1905 przebywał na zesłaniu na Syberii. W 1906 działał w częstochowskiej organizacji SDKPiL i był delegatem na V Zjazd SDKPiL w Zakopanem. W listopadzie 1906 jako delegat SDKPiL brał udział w II Konferencję Socjaldemokratycznej Partii Robotniczej Rosji (SDPRR), a w 1907 brał udział w zjeździe SDKPiL w Londynie. 1907-1909 członek Warszawskiego Zarządu SDKPiL. 1908-1914 odbywał karę 6 lat katorgi w guberni jenisejskiej. W 1914 należał krótko do Komitetu Łódzkiego SDKPiL, po czym został ponownie aresztowany i zesłany do guberni jenisejskiej, skąd w 1917 uwolniła go rewolucja lutowa. Działał najpierw w Krasnojarsku, a od lipca 1917 w Moskwie. W październiku 1917 został przewodniczącym Polskiej Rady Wygnańczej w Moskwie. Podczas rewolucji październikowej organizował oddziały zbrojne i uczestniczył w walkach ulicznych w Moskwie. W styczniu 1918 reprezentował moskiewską grupę SDKPiL na I Konferencji Grup SDKPiL w Rosji w Piotrogrodzie i został na niej wybrany do Centralnego Komitetu Wykonawczego (CKW) Grup SDKPiL w Rosji. W tym samym czasie został kierownikiem Wydziału Wojskowego Komisariatu Polskiego przy Komisariacie Ludowym do Spraw Narodowości. Organizował pracę polityczną i propagandową wśród żołnierzy i polskiej ludności w okręgu moskiewskim. W marcu 1918 skierowany na stanowisko kierownika grupy SDKPiL w Krasnojarsku. Latem 1918 został aresztowany przez Korpus Czechosłowacki, następnie wywieziony na Daleki Wschód. Zmarł na tyfus w więzieniu.